# Bulhary (Repubblica Ceca)
Bulhary (in tedesco Pulgram) è un comune della Repubblica Ceca facente parte del distretto di Břeclav, in Moravia Meridionale.